# Осиновица (Гомельская область)
Осиновица (бел. Асінавіца) — посёлок в Староруднянском сельсовете Жлобинского района Гомельской области Белоруссии.
На юге и западе граничит с лесом.

## География

### Расположение
В 18 км на юго-восток от Жлобина, в 6 км от железнодорожной станции Салтановка (на линии Жлобин — Гомель), в 76 км от Гомеля.

## Гидрография
На реке Окра (приток реки Днепр).

## Транспортная сеть
Транспортные связи по просёлочной, а затем автомобильной дороге Бобруйск — Гомель. Планировка состоит из деревянной, усадебного типа, застройки вдоль просёлочной дороги.

## История
Основана в начале 1920-х годов переселенцами из соседних деревень на бывших помещичьих землях. В 1931 году жители вступили в колхоз, 6 жителей погибли во время Великой Отечественной войны. Согласно переписи 1959 года в составе колхоза имени С. М. Кирова (центр — деревня Старая Рудня).

## Население

### Численность
- 2004 год — 9 хозяйств, 9 жителей.

### Динамика
- 1925 год — 9 дворов.
- 1959 год — 105 жителей (согласно переписи).
- 2004 год — 9 хозяйств, 9 жителей.